# Eugene Semple

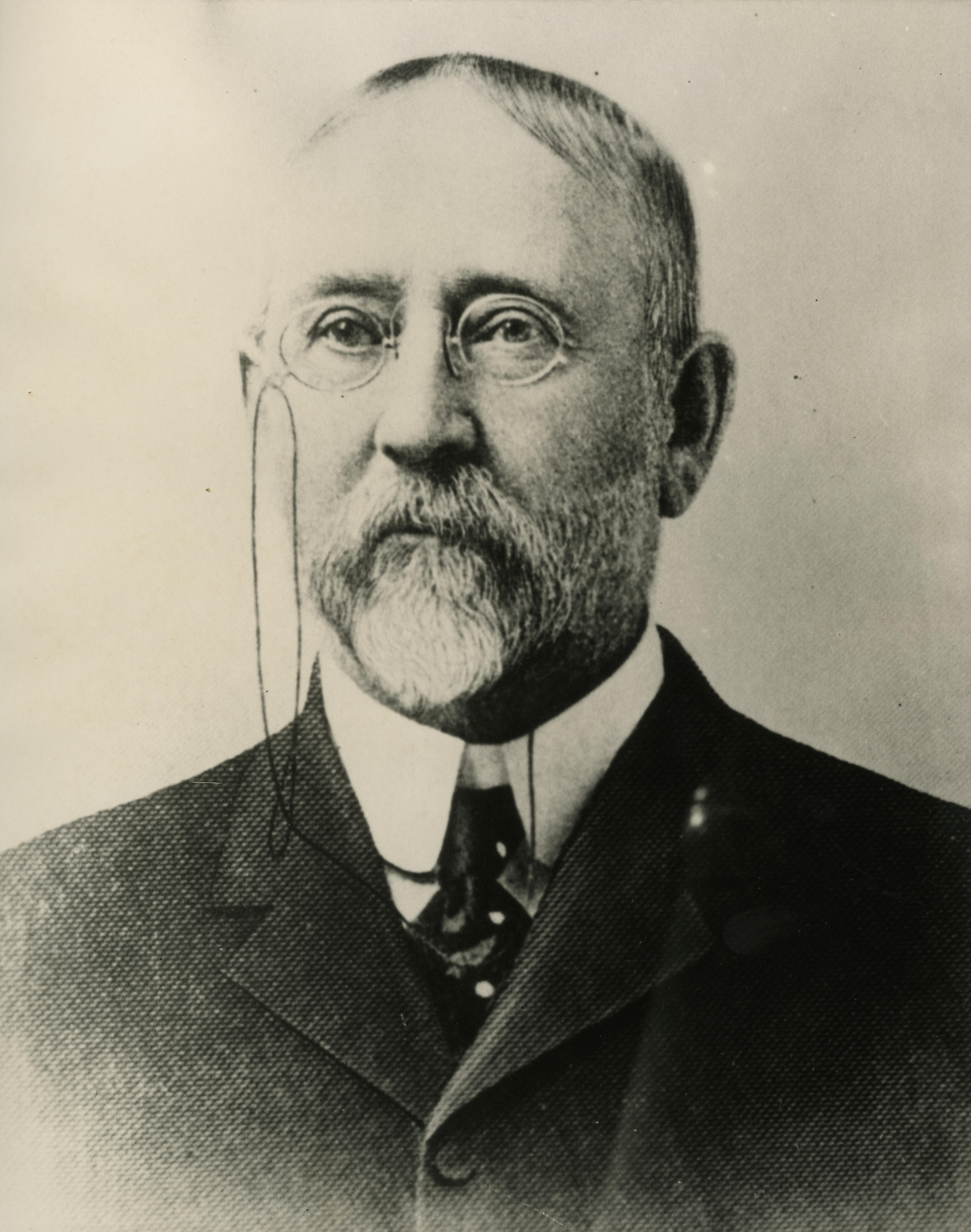
Eugene Semple

Eugene Semple (* 12. Juni 1840 in Bogotá, Kolumbien; † 28. August 1908 in San Diego, Kalifornien) war ein US-amerikanischer Politiker und von 1887 bis 1889 der 13. Gouverneur des Washington-Territoriums.

## Frühe Jahre
Eugene Semple wurde als Sohn von James Semple aus Illinois geboren, der zu diesem Zeitpunkt amerikanischer Botschafter in Kolumbien war. Im Alter von fünf Jahren kehrte Eugene Semple mit seinen Eltern nach Illinois zurück. Dort besuchte er in den Wintermonaten die örtlichen Schulen, während er im Sommer auf den umliegenden Farmen als Hilfskraft aushalf. Ab 1856 studierte er an der University of St. Louis. Nach einem Jurastudium und seinem Examen am Cincinnati College wurde er als Rechtsanwalt zugelassen.

## Politischer Aufstieg an der Westküste
Im Jahr 1863 erfüllte sich Eugene Semple seinen lange gehegten Wunsch, nach Oregon zu ziehen. Bis 1869 war er in Portland als Anwalt tätig. Ab 1869 war er auch im Zeitungsgeschäft, zunächst als Reporter und dann auch als Verleger des „Daily Oregon Herald“. Diese Zeitung war damals das führende Parteiorgan der Demokratischen Partei im Nordwesten der Vereinigten Staaten. Die Zeitung und Semple waren gegen chinesische Immigranten. Die Einwanderungswelle aus China stellte in jenen Jahren ein gesellschaftliches Problem an der Westküste der USA dar und führte zu sozialen Spannungen. Semple unterstützte den Eisenbahnbau, forderte aber, die Eisenbahn müsse mehr dem Volk nutzen. Zwischen 1870 und 1874 wurde Eugene Semple Leiter der staatlichen Druckerei von Oregon (State Printer). Danach erwarb er Grundbesitz, begann als Farmer zu arbeiten und handelte mit Schindeln aus Zedernholz. Schließlich verlegte er seinen Wohnsitz nach Vancouver im Washington-Territorium.

## Politische Karriere im Staat Washington
Im Jahr 1887 wurde Semple von Präsident Grover Cleveland zum neuen Gouverneur im Washington-Territorium ernannt. In seiner Amtszeit bis 1889 liefen bereits die Vorbereitungen zur Aufnahme des Gebiets als Bundesstaat der USA. Nach dem Ablauf seiner Amtszeit kandidierte Semple erfolglos für das Amt des ersten regulären Gouverneurs des Staates Washington. Danach war er unter anderem Polizeichef von Portland und Leiter der staatlichen Druckerei. Besonderes Aufsehen erregte er mit einem Projekt zur Verbesserung der Wasserstraßen in Washington. Dabei sollten der Columbia River und seine Nebenflüsse als Transportwege schiffbar gemacht werden und einige Kanäle gebaut werden. Dabei beteiligte er sich selbst am Bau eines solchen Kanals, zu dem er von der Regierung einen Zuschuss erhielt. Der Verlauf des Kanals war aber politisch umstritten. Nach langen Aufsehen erregenden Diskussionen wurde Semples Projekt aufgegeben.

## Privates Leben
Ab 1870 war Semple mit Ruth A. Lowsdale verheiratet. Das Paar hatte drei Töchter und einen Sohn. Seine Frau verstarb bereits im Jahr 1883. Eugene Semple starb im August 1908 in San Diego.